# Navegación por estima (náutica)
La navegación por estima, en náutica,  es la que se efectúa según el rumbo y la distancia navegada, teniendo en cuenta los siguientes elementos: situación inicial (Si), rumbo y velocidad. Puede resolverse mediante métodos analíticos o mediante procedimientos  gráficos sobre la carta.
El rumbo que se aplicará en el cálculo será rumbo verdadero (Rv), rumbo de superficie (Rs) o rumbo efectivo (Re), dependiendo de los factores externos que influyan en la derrota: el Viento (Abatimiento) o la Corriente (Rumbo de la corriente e Intensidad horaria de la corriente). El punto resultante de los cálculos se denomina situación estimada (Se), y se indica con las coordenadas latitud estimada (le) y longitud estimada (Le). A este punto se le conoce también como punto de fantasía.
El cálculo de la posición estimada en un momento dado se basa en la conocida relación
Velocidad (vectorial) = Distancia (vectorial) / Tiempo transcurrido
o su equivalente
Distancia (vectorial)  = Velocidad (vectorial) * Tiempo transcurrido
Sabiendo la velocidad, el rumbo de la nave y el tiempo trascurrido se puede estimar la posición de la misma al cabo del tiempo.
Cuando la navegación se realiza sobre una superficie pequeña del globo terrestre (hasta unas 300 millas o en latitudes altas), el cálculo de la estima se hace por aproximación, al suponer que la superficie terrestre es plana. En el caso de que la distancia entre los puntos de salida y llegada sea mayor, el cálculo de la estima se hace de manera más exacta mediante el método de las latitudes aumentadas o partes meridionales. Este método es en esencia el desarrollo mediante cálculo integral de la línea loxodrómica.
Se distinguen dos tipos de estima: la estima directa y la estima inversa.

## Estima directa
Es la que se utiliza cuando conocemos la situación inicial (Si), así como el rumbo (sea Rv, Rs o Ref) y la distancia navegada. Para el cálculo de la situación estimada se usan tres fórmulas trigonométricas básicas: 
```
A = D * sin R
 (expresado en grados) donde A = Apartamiento, R = Rumbo y D = Distancia. 

Δl = D * cos R
 (expresado en grados) donde Δl = Diferencia de latitud.

ΔL = A / cos lm
 (expresada en grado) donde ΔL = Diferencia de Longitud y lm = latitud media.
```

Para hacer el tercer cálculo, necesitaremos conocer antes la latitud media, que se obtiene con la fórmula:
```
lm = ( l + l' ) / 2
 (expresada en grados) donde l = Latitud de salida y l' = Latitud de llegada.
```

Una vez conocidos la diferencia de longitud y de latitud, se suman éstos a las coordenadas de la situación inicial (Si) y se obtienen las coordenadas de la situación estimada (Se).
Casos particulares:
- Cuando se navega a rumbo Norte o rumbo Sur, la diferencia de longitud (ΔL) es 0, y la diferencia de latitud (Δl) igual a la distancia navegada (D).
- Cuando se navega a rumbo Este o rumbo Oeste, el apartamiento (A) es igual a la distancia navegada (D), y la diferencia de latitud (Δl) igual a 0.

## Estima inversa
Es la que se utiliza cuando conocemos la situación inicial (Si) y la situación de llegada (Sl), pero no el rumbo (sea Rv, Rs o Ref) al que tenemos que navegar ni la distancia entre ambas situaciones. Para hallar el rumbo y la distancia se usan tres fórmulas trigonométricas, derivadas de las que se usan en la estima directa:
```
A = ΔL * cos lm
 (expresado en minutos).

tan R = A / Δl
 (expresado en grados de 
rumbo cuadrantal
; el cuadrante lo indica el signo de la Δl y la ΔL]])

D = sqrt( A² + Δl² )
 (expresada en millas náuticas)
```

Casos particulares:
- Cuando la latitud de salida (l) y la de llegada (l') son iguales se navega a rumbo Este o a rumbo Oeste, y la distancia (D) es igual al apartamiento (A).
- Cuando la longitud de salida (L) y la de llegada (L') son iguales, se navega a rumbo Norte o rumbo Sur, y la distancia (D) es igual a la diferencia de latitud (Δl).

## Estima directa mixta
Se entiende por estima mixta el cálculo por estima de varias posiciones consecutivas de un barco. Se realiza calculando todos los rumbos, distancias y diferencias de latitud (positivas o negativas) y apartamientos (positivos o negativos) a que hallan dado lugar los cambios de rumbo o de las condiciones (viento y corriente) a lo largo de una singladura. Una vez hecho el cálculo, se suman las distancias y las diferencias de latitud y apartamientos y se obtiene una distancia total (D), una diferencia de latitud total (Δl) y un apartamiento total (A) con respecto a la situación inicial (Si). Una vez hallada la diferencia de longitud (ΔL), se pueden aplicar las diferencias de longitud y latitud a la situación inicial y así conocer la situación de llegada. 
Además, aplicando las fórmulas de la estima directa entre la situación inicial y la situación de llegada, se puede conocer el rumbo directo y la distancia desde la primera a la segunda. O bien, aplicando las fórmulas de la estima inversa entre la situación de llegada y la inicial, se puede calcular el rumbo directo y la distancia de regreso.